# Liste der Naturdenkmale im Hochtaunuskreis
Die Liste der Naturdenkmale im Hochtaunuskreis nennt die Listen der in den Städten und Gemeinden im Hochtaunuskreis in Hessen gelegenen Naturdenkmale.
| Ort                      | Liste                                               | Anzahl der Naturdenkmale |
| ------------------------ | --------------------------------------------------- | ------------------------ |
| Bad Homburg vor der Höhe | Liste der Naturdenkmale in Bad Homburg vor der Höhe | 23                       |
| Friedrichsdorf           | Liste der Naturdenkmale in Friedrichsdorf           | 02                       |
| Glashütten               | [ 3 ]                                               |                          |
| Grävenwiesbach           | Liste der Naturdenkmale in Grävenwiesbach           | 08                       |
| Königstein im Taunus     | Liste der Naturdenkmale in Königstein im Taunus     | 05                       |
| Kronberg im Taunus       | Liste der Naturdenkmale in Kronberg im Taunus       | 09                       |
| Neu-Anspach              | Liste der Naturdenkmale in Neu-Anspach              | 06                       |
| Oberursel (Taunus)       | Liste der Naturdenkmale in Oberursel (Taunus)       | 11                       |
| Schmitten im Taunus      | Liste der Naturdenkmale in Schmitten im Taunus      | 02                       |
| Steinbach (Taunus)       | Liste der Naturdenkmale in Steinbach (Taunus)       | 01                       |
| Usingen                  | Liste der Naturdenkmale in Usingen                  | 12                       |
| Wehrheim                 | Liste der Naturdenkmale in Wehrheim                 | 06                       |
| Weilrod                  | Liste der Naturdenkmale in Weilrod                  | 09                       |

## Rechtsgrundlage
- Zweite Verordnung zum Schutz von Naturdenkmalen vom 19. Oktober 2015

## Hinweis
Die einzelnen Listen enthalten neben den im Jahr 2015 vorhandenen 94 Naturdenkmalen auch 19 bereits damals nicht mehr existierende Bäume.

## Belege
1. ↑  
Quellen sind die der verlinkten Listen
2. 1 2  
sowie zwei nicht mehr vorhandene Naturdenkmale
3. ↑  
kein Naturdenkmal verordnet
4. 1 2 3 4 5  
sowie ein nicht mehr vorhandenes Naturdenkmal
5. ↑  
sowie sechs nicht mehr vorhandene Naturdenkmale
6. ↑  
sowie drei nicht mehr vorhandene Naturdenkmale